# Raiffeisenbank Pfaffenwinkel
Die Raiffeisenbank Pfaffenwinkel eG ist eine deutsche Genossenschaftsbank mit Sitz in Peiting. 

## Verbandszugehörigkeit
Die Raiffeisenbank Pfaffenwinkel eG ist als genossenschaftliches Kreditinstitut dem Genossenschaftsverband Bayern (GVB) angeschlossen; damit verbunden ist auch die Zugehörigkeit zur genossenschaftlichen Finanzgruppe Volksbanken Raiffeisenbanken. Die Raiffeisenbank Pfaffenwinkel eG ist der amtlich anerkannten BVR Institutssicherung GmbH und der zusätzlichen freiwilligen Sicherungseinrichtung des Bundesverbandes der Deutschen Volksbanken und Raiffeisenbanken e. V. angeschlossen.